# Roxanne McKee
Roxanne McKee (10 agosto 1980) è un'attrice e modella canadese.

## Biografia
Dopo aver conseguito il bachelor nel 2001 in Social Policy and Political Studies alla Royal Holloway, Università di Londra, Roxanne ottiene visibilità vincendo a Hollyoaks On The Pull, un programma per scoprire nuovi talenti per la popolare soap opera inglese Hollyoaks; l'attrice viene quindi scelta per interpretare Louise Summers in Hollyoaks. Nel 2008, Roxanne McKee appare nel video musicale di She's Like a Star, di Taio Cruz.
Nel luglio 2009, Roxanne diventa il volto del Clothes Show Live, dichiarando: «L'ho sempre seguito in televisione e ho sempre voluto andarci, sono veramente lusingata di far parte di un evento di queste proporzioni».
Nel 2010 è stata scelta per un piccolo ruolo nella serie online EastEnders: E20, interpretando la bisessuale Pippa.
Dal 2011 al 2012 recita nella serie HBO Il Trono di Spade nel ruolo di Doreah, inoltre prenderà parte al cast di Wrong Turn 5 - Bagno di sangue, un film di Declan O'Brien. Nel 2014 interpreterà Alcmena nel film Hercules - La leggenda ha inizio.
A partire dal 2014 reciterà il ruolo di Claire Riesen nella serie Dominion, interpretando la parte fino alla fine della serie nel 2015. Interpreterà il capitano Natalie Reynolds in Strike Back.

## Filmografia

### Cinema
- F, regia di Johannes Roberts (2010)
- Wrong Turn 5 - Bagno di sangue (Wrong Turn 5: Bloodlines), regia di Declan O'Brien (2012)
- Vendetta, regia di Stephen Reynolds (2013)
- Hercules - La leggenda ha inizio (The Legend of Hercules), regia di Renny Harlin (2014)
- Ironclad: Battle for Blood, regia di Jonathan English (2014)

### Televisione
- Hollyoaks: No Going Back - soap opera, 78 episodi (2005-2008)
- The Persuasionists - serie TV, episodi 1x1 e 1x2 (2010)
- EastEnders: E20 - serie TV, episodio 2x2 (2010)
- Lip Service - serie TV, 4 episodi (2010)
- Lewis - serie TV, episodio 6x2 (2012)
- Il Trono di Spade (Game of Thrones) - serie TV, 11 episodi (2011-2012)
- Alt - film TV, regia di Benjamin Caron (2014)
- Dominion - serie TV, 21 episodi (2014-2015)
- Crossfire - Fuoco incrociato (Crossfire) - film TV, regia di Claude Desrosiers (2016)
- Strike Back - serie TV, 10 episodi (2017-2018)
- Il principe che ho sempre sognato (Picture Perfect Royal Christmas), regia di Todor Chapkanov - film TV (2020)

## Premi e candidature[4]
- 91º posto nella classifica di FHM delle 100 donne più sexy del mondo (2006)
- British Soap Awards nella classifica delle donne più sexy per il ruolo in Hollyoaks (2007)
- Inside Soap Award nella classifica delle donne più sexy per il ruolo in Hollyoaks (2007)
- 42º posto nella classifica di FHM delle 100 donne più sexy del mondo (2007)
- Digital Spy Soap Awards nella classifica delle donne più sexy per il ruolo in Hollyoaks (2008)
- 97º posto nella classifica di FHM delle 100 donne più sexy del mondo (2008)
- British Soap Awards nella classifica delle donne più sexy per il ruolo in Hollyoaks (2008)

## Doppiatrici italiane
Nelle versioni in italiano dei suoi film, Roxanne McKee è stata doppiata da:
- Francesca Manicone in Crssfire - Fuoco incrociato, Dominion
- Barbara De Bortoli in Hercules - La leggenda ha inizio
- Federica Valenti in Wrong Turn 5 - Bagno di sangue
- Joy Saltarelli in Il trono di spade
- Valentina Mari in Strike Back